# 1728 Goethe Link
Goethe Link (asteróide 1728) é um asteróide da cintura principal, a 2,330141 UA. Possui uma excentricidade de 0,0909083 e um período orbital de 1 498,83 dias (4,1 anos).
Goethe Link tem uma velocidade orbital média de 18,6039646 km/s e uma inclinação de 7,18924º.
Esse asteróide foi descoberto em 12 de Outubro de 1964 por Goethe Link Obs..